# Dick York
Richard Allen York (Fort Wayne, Indiana, 4 de septiembre de 1928-Rockford, Míchigan, 20 de febrero de 1992), conocido como Dick York, fue un actor de teatro, radio, televisión y cine estadounidense. Recordado por su papel de Darrin Stephens en la serie de televisión Bewitched.

## Trayectoria

### Comienzos
Creció en Chicago, donde una monja católica fue la primera persona que reconoció su prometedora voz. Comenzó su carrera a la edad de quince años, como la estrella de programa de radio de CBS That Brewster Boy. Apareció en cientos de programas de radio y en películas, antes de dirigirse a Nueva York, donde actuó en las obras de Broadway Té y simpatía y Bus Stop.
Trabajaron con él otras celebridades como Paul Muni y Joanne Woodward, en actuaciones en vivo por televisión. También con Janet Leigh, Jack Lemmon y Gary Cooper en la pantalla gigante en las películas Mi hermana Elena, Cowboy y Llegaron a Cordura, respectivamente.
Interpretó el papel de Bertram Cates, el joven profesor encargado de enseñar la teoría de la evolución, en la película clásica de 1960 Inherit the Wind junto con Spencer Tracy, Fredric March y Gene Kelly. 
York continuó protagonizando con Gene Kelly programas dramáticos y comedias en la televisión, participando en docenas de episodios, actualmente convertidos en clásicos de la televisión, tales como Alfred Hitchcock Presents, The Untouchables, Wagon Train, The Twilight Zone y Ruta 66.

### Bewitchedy el éxito

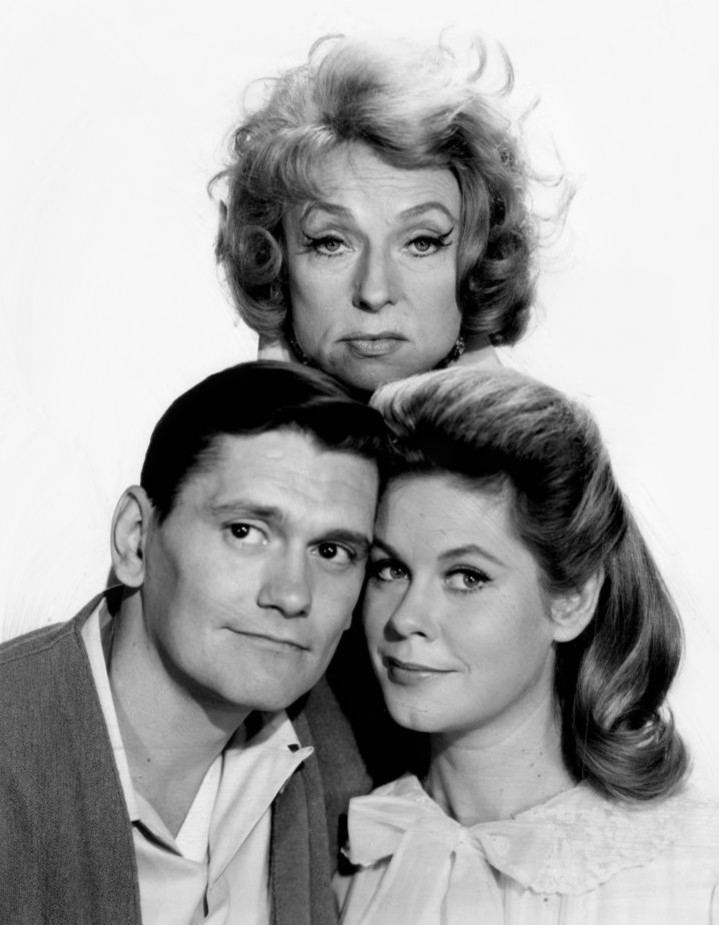
York con sus coestrellas en Bewitched, Elizabeth Montgomery y Agnes Moorehead

Su papel protagonista, junto con Elizabeth Montgomery, en la exitosa serie de televisión de la década de 1960 Bewitched interpretando al publicista Darrin Stephens, lo llevó a la popularidad en todos los países en donde se trasmitió esta serie. El programa tuvo un enorme éxito, logrando Dick York una nominación al premio Emmy en 1968.

### Enfermedad y muerte
En 1959, durante la filmación de la película Llegaron a Cordura, York sufrió una grave y permanente lesión que marcaría el resto de su vida y su carrera, al desgarrarse accidentalmente los músculos de su espalda al manipular un carro de mano ferroviario (handcar). Era tanto el dolor que sufría que lo llevó a la adicción a los analgésicos. Durante la quinta temporada de la comedia Bewitched, sufrió un aneurisma y tuvo que ser llevado de urgencia a un hospital. Desde su cama en el hospital, York renunció al programa para dedicarse a su recuperación. Para la sexta temporada de 1969-1970, fue sustituido en la serie de TV por Dick Sargent en forma definitiva, quien siguió interpretando el papel de Darrin Stephens hasta la octava y última temporada en 1972.
Mientras combatía su lesión en la espalda, engordó sesenta y ocho kilos y perdió la mayor parte de sus dientes. Él, junto con su esposa, Joan, subsistieron administrando un edificio de apartamentos que poseían, hasta que cayeron en quiebra perdiendo el edificio. 
En sus memorias póstumas The Seesaw Girl and Me, cuenta que le llevó muchos años más recuperar el interés por actuar y tratar de reactivar su carrera. Después de perder el peso que había ganado, realizó otras apariciones en televisión, actuando en varios programas de televisión en horas de gran audiencia, incluyendo a Simon & Simon y La isla de la fantasía.
Pasó sus años finales combatiendo un enfisema, producto de su adicción al tabaco. En una última entrevista, postrado en cama en una pequeña casa en Rockford, Míchigan, cuenta que fundó Acting for Life, un fondo privado para recabar ayuda para los sin hogar, motivó a políticos, gente de negocios y otras celebridades para contribuir con alimentos y dinero. 
Murió el 20 de febrero de 1992 a causa del mencionado enfisema en su casa en Rockford, Míchigan, a la edad de 63 años. Está enterrado en el Cementerio de Plainfield en Rockford, Míchigan.

## Filmografía
- Shy Guy (1947, cortometraje)
- Last Date (1950, cortometraje)
- How Friendly Are You? (1951, cortometraje)
- Mi hermana Elena (1955)
- Operation Mad Ball (1957)
- Cowboy, de Delmer Daves (1958)
- Llegaron a Cordura (1959)
- Inherit the Wind (1960)
- The Twilight Zone (1960, episodio «A Penny for Your Thoughts»; 1961, episodio «The Purple Testament»)
- Bewitched (1964-1969)
- La isla de la fantasía (1 episodio, 1984)
- Simon & Simon (1 episodio, 1983)
- Columbo (temporada 2 episodio 4, 1988)